# おうし座19番星
おうし座19番星(19 Tauri)は、おうし座の恒星でプレアデス星団に属する4等星。

## 概要
プレアデス星団の中では明るいものの一つ。B型スペクトルの準巨星で、分光連星である。月に掩蔽されることがあり、そのときの観測結果から主星と伴星の詳細がわかっている。主星と伴星は地球からは0.012秒離れて見え、1313日で公転している。この2つの星の69秒離れた位置に見える8等級の恒星が、連星系を成しているかは定かでないが、仮に連星であれば内側の連星の周りを少なくとも9,000au離れた軌道を30万年以上掛けて周回していることとなる。

## 名称
固有名のタイゲタ (Taygeta) は、ギリシャ神話に登場するアトラースとプレーイオネーの娘ターユゲテーに由来する。2016年8月21日、国際天文学連合の恒星の命名に関するワーキンググループ (Working Group on Star Names, WGSN) は、Taygeta をおうし座19番星の固有名として正式に承認した。

## 画像

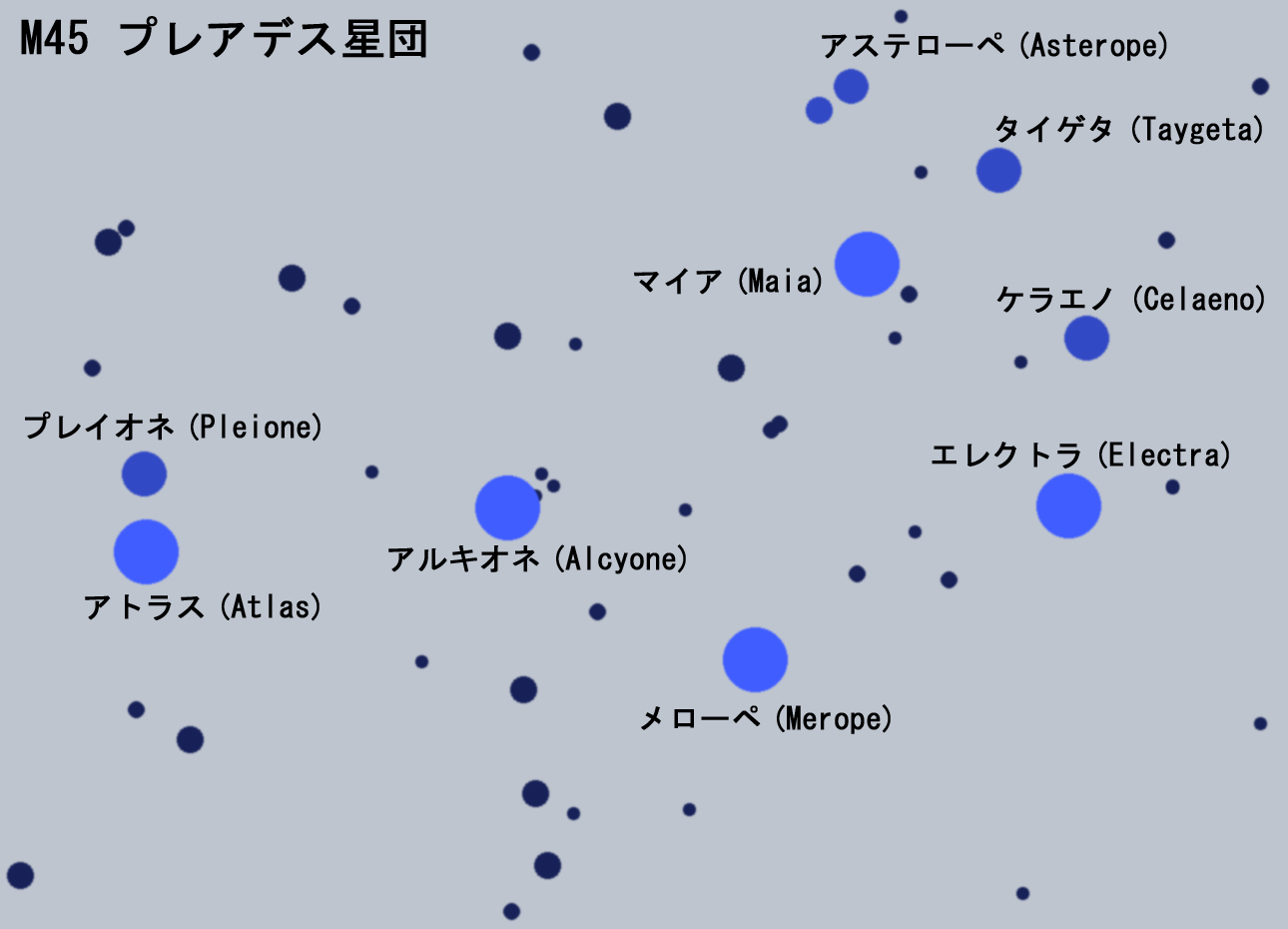
プレアデス星団の構成